# Moradillo del Castillo
Moradillo del Castillo  es una localidad del ayuntamiento de Sargentes de la Lora en la comarca de Páramos, área geográfica del Valle del Rudrón, provincia de Burgos, comunidad autónoma de Castilla y León (España).

## Geografía
Moradillo del Castillo está asentado sobre terrenos del Cretácico al borde de La Lora. El núcleo de población se sitúa a bastante altitud respecto al nivel por donde discurre el Rudrón.

## Demografía
Evolución de la población
| Gráfica de evolución demográfica de Moradillo del Castillo entre 2000 y 2017 |
|                                                                              |
| Población de derecho (2000-2017) según el padrón municipal del INE           |

## Cañada del Rudrón
Desde Hoyos del Tozo hasta Moradillo del Castillo llega el cauce que el Rudrón ha ido horadando a lo largo de millones y millones de años. Tal cauce por este tramo es muy estrecho, de ahí que se le llame “cañada”. El río ha trazado meandros y la corriente se acelera al estrecharse su cauce.
En esta zona se hallan los restos de un molino, donde los habitantes de La Rad bajaban a moler el grano.

Aquí se muestra la labor erosiva de este río a lo largo de millones de años. En todo ese tiempo ha ido desgastando los estratos superiores del páramo de La Lora.

Como consecuencia de ser una roca dura por esta área es por lo que el río ha ido buscando las rocas más fáciles por donde pasar de ahí tantas vueltas y revueltas en variadas direcciones en tan reducido espacio.

El río genera un bosque de ribera con unos caracteres muy específicos en este tramo. Tales caracteres han generado un biotopo/ecotopo condicionado por el roquedo y por el río. La humedad es un elemento importante que permite un bosque de ribera con diversas especies arbóreas, matorrales, herbáceas y musgos entre otras. Entre los árboles de gran porte hay alisos, chopos, hayas y robles.

### El cangrejo en la Cañada del Rudrón
4.- Tales caracteres han generado un biotopo específico condicionado por el roquedo y por el río. La humedad es un elemento importante, lo que permite un bosque de ribera con diversas especies arbóreas, matorrales, herbáceas y musgos entre otras. Entre los árboles de gran porte hay alisos, chopos, hayas y robles.

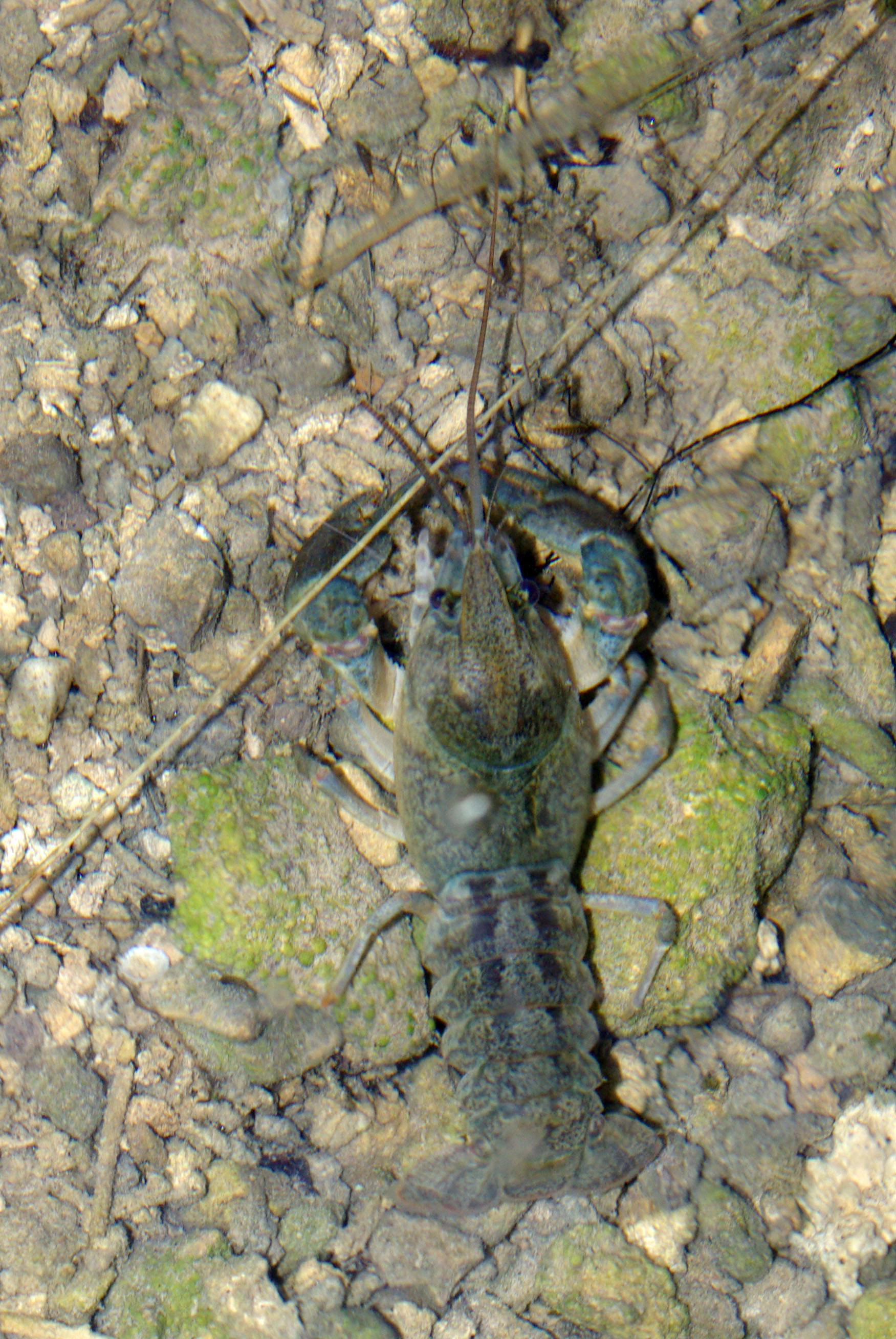
Cangrejo de río ibérico. En el Valle del Rudrón era muy abundante.

5.- En el pasado este tramo del Rudrón era un área muy favorable para el cangrejo de río (Austropotamobius pallipes) por la gran cantidad de alimento que se acumulaba en el río debido a los caracteres de este biotopo. Eso provocó que gentes capitalinas que no eran de estos pueblos vinieran sólo a pescar para la comercialización debido al alto precio a que los vendían.

Tal asunto se fomentaba por los teóricos protectores de los organismos oficiales por el dinero que sacaban/sacan de las licencias y permisos para pescar. La pesca ilegal por los capitalinos era de lo más frecuente escondiendo los cangrejos en los sitios más insospechados.

El resultado de tal avaricia ha sido el total expolio y descastar tal cangrejo ya desaparecido.
Así cita Miguel Delibes tal asunto:

11 Julio. Estuve con la familia en Moradillo del Castillo a pescar cangrejo. Me sorprendió mucho que entre Tubilla del Agua y Moradillo no hubiese un solo coche estacionado, pues otros años parecía aquello un jubileo. Luego me expliqué esta deserción, ya que entre dieciséis reteles sacamos 637 cangrejos, de los cuales solamente cinco daban la talla. La guardería del Servicio y los civiles nos visitaron dos veces. Todas estas precauciones me parecen bien si de verdad aspiramos a conservar la Naturaleza. Lo que encuentro exagerado es el tamaño de ocho centímetros –de ojo a centro de la cola- que la ley exige para que el cangrejo pueda ser capturado. Hay cangrejos de siete centímetros que son cangrejos con toda la barba y unas pinzas como para perder la cabeza. Esta disposición es algo así como si el Ministerio del Ejército dictaminara que sólo los mozos de 1,90 cumplirían el servicio militar. Por otra parte, considero que esta meticulosidad de la guardia –que llega incluso a detener los coches y registrarlos- debería aplicarse con el mismo rigor a presas más golosas y amenazantes.

## Datos generales

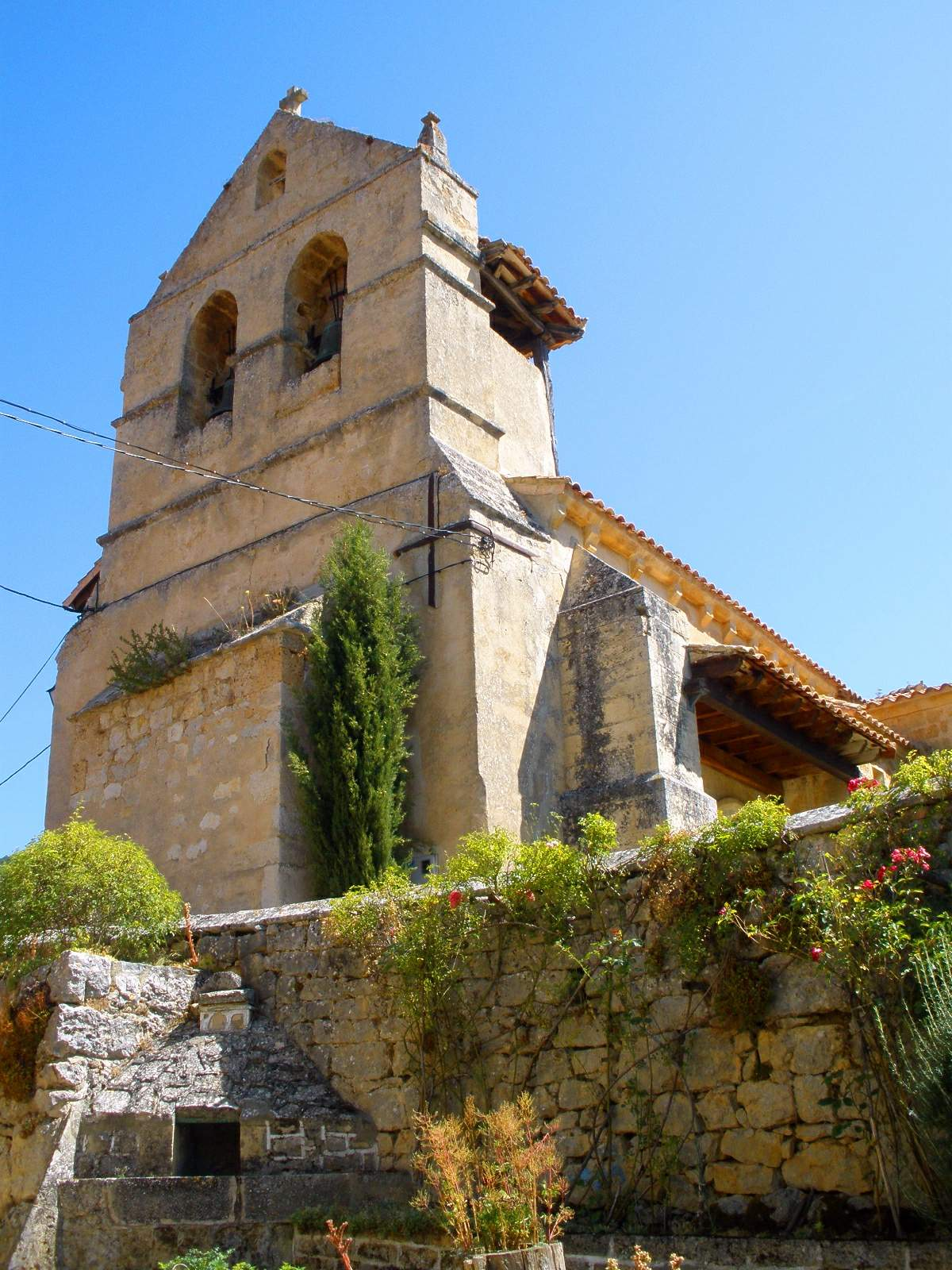
Iglesia de San Cristóbal

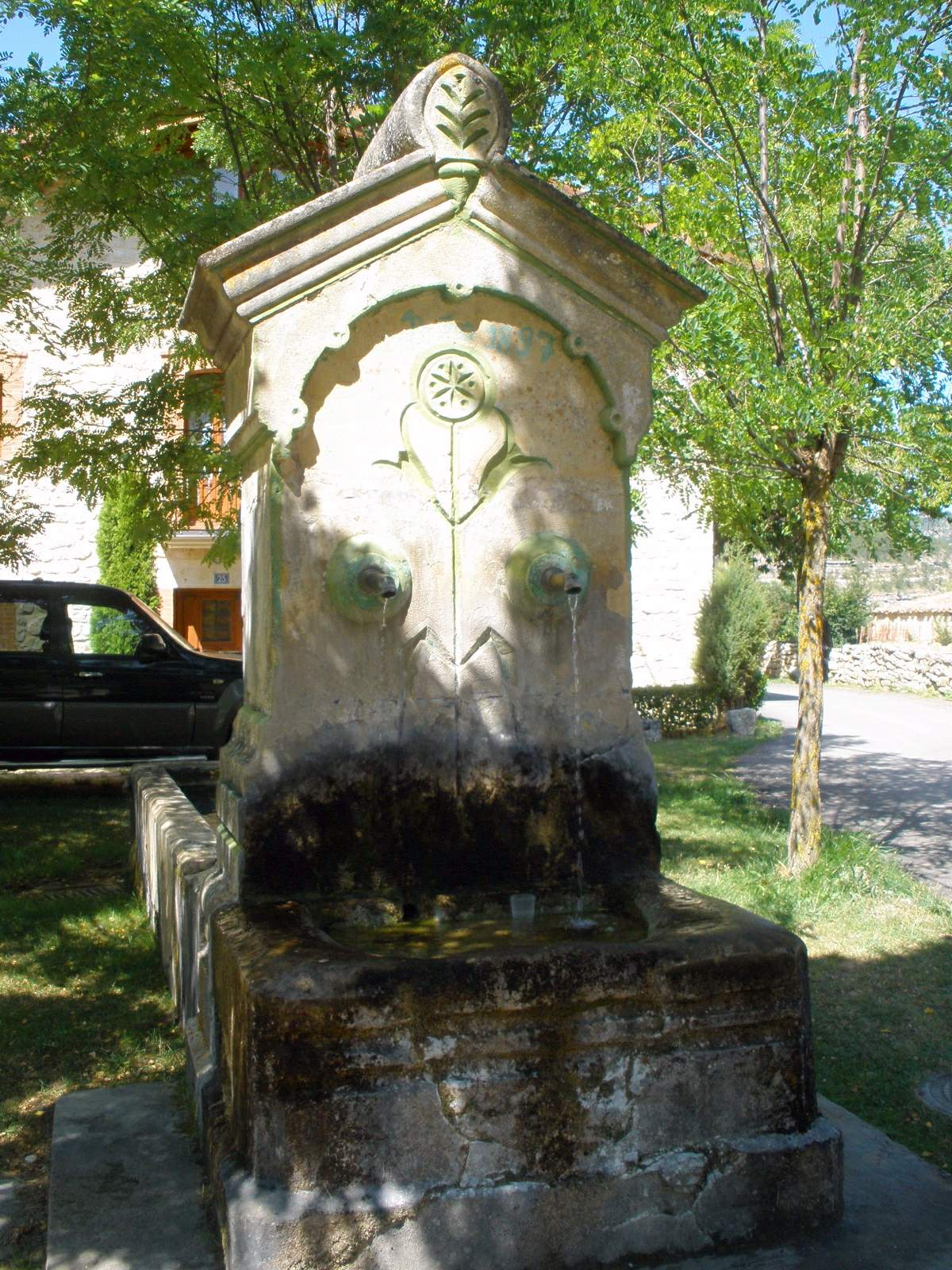
Fuente de Moradillo del Castillo

En 2006, contaba con 4 habitantes, situado 9 km al sur de la capital del municipio, Sargentes , con acceso desde un camino que partiendo desde Ayoluengo nos conduce atravesando San Andrés de Montearados a Moradillo del Castillo. El mismo camino nos conduce al siguiente pueblo, Santa Coloma del Rudrón. Desde esta última localidad se accede a la N-623 a la altura de Tubilla del Agua , atravesando Tablada y Bañuelos. Al sur del despoblado de Ceniceros en el Espacio Natural conocido como de Hoces del Alto Ebro y Rudrón , bañado por el propio río Rudrón y abriéndose el valle del Rudrón con profundos cortados .
Wikimapia/Coordenadas: 42°41'11"N 3°53'24"W

## Historia
Su origen se remonta a la Alta Edad Media, aunque en la prehistoria, ya se ha demostrado, toda esta zona ya estaba habitada.
Su nombre alude al castillo que tenía y que aún hoy se recuerda. Esa fortificación era requisito imprescindible para poder ser cabeza de alfoz. El alfoz de Moradillo lo fue hasta el siglo X. Su origen se desconoce aunque muy probablemente fuera en el siglo VIII, coincidiendo con el origen del pueblo. Tenía una función guerrera, sobre todo defensiva para proteger a los habitantes sedentarios que aprovechaban los recursos.
Este alfoz comprendía Sargentes de la Lora, Ayoluengo, Valdeajos, Lorilla, Tablada del Rudrón, San Andrés de Montearados, Ceniceros, La Rad, Santa Coloma del Rudrón, Bañuelos del Rudrón, Terradillos, y otros lugares y aldeas en la actualidad despoblados.
El alfoz de Moradillo del Castillo, es citado como tal en el año 1075.
Así se describe a Moradillo del Castillo en el tomo XI del Diccionario geográfico-estadístico-histórico de España y sus posesiones de Ultramar, obra impulsada por Pascual Madoz a mediados del siglo XIX:

Lugar con ayuntamiento en la provincia, diócesis, audiencia territorial y capitanía general de Burgos (7 leguas), partido judicial de Sedano (3); Situado en una peña que figura un castillo y cuyo pie baña el río Uzrón al cual se baja por escalones cavados en la piedra; le combaten todos los vientos y su clima es bastante sano. Tiene 19 casas y una iglesia parroquial (San Cristóbal) servida por un cura párroco y un sacristán. Confina el término N San Andrés de Montearados; E Bañuelos; S Trasahedo; y O Hoyos del Tozo. El terreno es de mediana calidad y le baña, como se ha dicho, el citado río; hay un monte bien poblado que proporciona suficiente combustible; se cultivan 77 fanegas de tierra que producen anualmente 420 de trigo, cebada y legumbres. Caminos: los de pueblo a pueblo. Correos: la correspondencia se recibe de Sedano. Producciones: trigo, cebada y legumbres; ganado lanar, cabrío, vacuno y de cerda, y caza de perdices en abundancia. Industria: la agrícola; Población: 12 vecinos, 45 almas. Capital productivo: 150.200 reales. Imponible: 13.707. Contribución: 872 reales.
Diccionario geográfico-estadístico-histórico de España y sus posesiones de Ultramar

A modo de curiosidad, y en la comarca, a veces también se le ha conocido como Moradillo Las Cabras, aludiendo a los roquedos en los que está enclavado, originados por el río Rudrón y que servían para que pastara este animal.
Desde mediados del siglo XX se ha ido despoblando al igual que otros pueblos de la comarca pero eso no ha impedido que en los periodos propicios vuelvan algunos habitantes.